# Narzes
Narzes – imię męskie pochodzenia perskiego, oznaczające "ciemny owoc". Patronem tego imienia jest św. Narzes z Persji, wspominany m.in. razem ze św. Łazarzem i Marotasem.
Narzes imieniny obchodzi 27 marca i 20 listopada.